# Artsakh (singel)
Artsakh är en promosingel från 2016 av den amerikanske musikern Serj Tankian. Låten skrevs i april 2016 efter kriget i republiken Artsach, som varade i fyra dagar, till stöd för befolkningen i republiken. Tankian ville med låten uppmärksamma hur den armeniska befolkningen hade levt i regionen under tusentals år och att det enbart var genom ett beslut av Josef Stalin som regionen blev en del av Azerbajdzjan. Tankian ville även att Artsach av omvärlden skulle erkännas som en egen republik.
En musikvideo för "Artsakh" spelades in av Tankians vän Rand Courtney och premiärvisades av Rolling Stone den 5 maj 2016.

## Låtlista
Alla låtar är skrivna och komponerade av Serj Tankian, om inte annat anges. 
| Nr | Titel   | Längd |
| -- | ------- | ----- |
| 1. | Artsakh | 3:03  |